# 한반도 군사 분계선

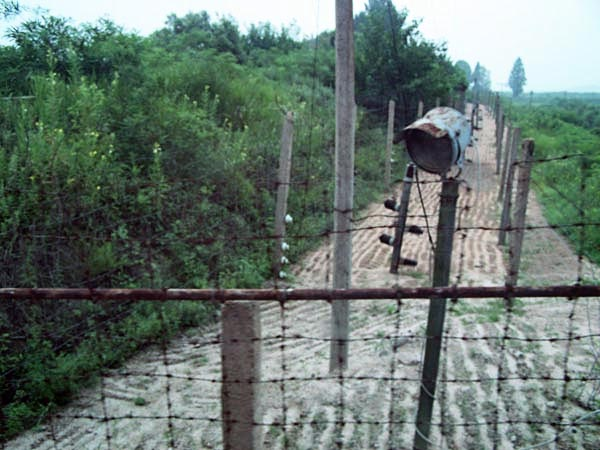
비무장지대 북쪽의 철조망

한반도 군사 분계선(韓半島 軍事分界線, 영어: Military Demarcation Line, MDL)은 한반도의 남북을 분단하여 대한민국과 조선민주주의인민공화국의 경계를 이루는 선이다. 휴전선(休戰線)이라고 부르기도 한다.
1953년 7월 27일 발효된 한국 전쟁의 정전 협정 체결 당시 임진강에서 동해안까지 총 1,292개의 말뚝을 박고, 이 말뚝을 이은 약 238 km의 가상의 선을 군사분계선으로 설정하였다. 군사분계선에서부터 남북으로 각각 2km 범위에는 군사 충돌을 방지하기 위한 완충 지대인 비무장 지대(DMZ)가 설정되어 있다.

## 비무장 지대

검은 선이 군사분계선(MDL)이고, 붉은 색으로 표시된 지역이 비무장지대(DMZ)이다.

군사분계선(MDL)을 기준으로 하여, 북쪽으로 2km 떨어진 비무장지대의 경계선을 "북방한계선"(NLL)이라 하고, 남쪽으로 2km 떨어진 비무장지대의 경계선을 "남방한계선"(SLL)이라고 한다. 북방한계선과 남방한계선에는 철책이 쳐져 있으며, 남북의 군대가 대치하고 있다.
1963년부터 북측이 요새와 진지, 철책을 구축하면서 한반도의 비무장지대(非武裝地帶)는 비무장 지대(非武裝地帶)라는 말이 무색할 정도로 남북 양측의 무장 군인들이 상시 주둔하는 전방 감시 초소(GP)가 곳곳에 있으며, 일부 GP와 GP 사이에는 '추진철책'이라는 이름의 철책이 설치되어 있다. 북측은 '민경대'(民警隊), 남측은 '민정경찰'(DMZ Police)이라고 자처하지만, 실질은 양쪽 모두 무장한 군인들이다.
비무장 지대 내의 민간인 거주 마을로는 남측의 대성동, 북측의 기정동이 있다.

## 38선과 한반도의 분할
제2차 세계대전의 결과 1945년 8월 15일 일본 제국이 패망하자, 미국은 이미 한반도 북부에 진입한 소련군의 남진에 대응해 미소 양측의 군사적 충돌 없이 수도 서울과 인천을 포함한 한반도 남반부를 점령하기 위하여 소련에 북위 38도선을 군사분계선으로 하는 안을 제안하였다. 소련이 별 이의 없이 북위 38도선 분할 점령안을 받아들임으로써 1945년 9월 2일 한반도는 남북으로 분단되었다.
분단된 지역은 다음과 같다.
- 38선 이남 : 서울, 경기도(연천군 대부분, 개풍군·장단군·포천군의 각 북반부 제외), 강원특별자치도 남부(춘천- 강릉 이남), 황해도 옹진·연백, 충청남도, 충청북도, 전라남도(제주도 포함), 전라북도, 경상남도, 경상북도
- 38선 이북 : 평양, 평안남도, 평안북도, 함경남도, 함경북도, 황해도(옹진·연백 제외), 강원특별자치도 북부(화천군 - 양양군 이북), 경기도 연천군 대부분, 개풍군·장단군·포천군의 각 북반부.

6.25 전쟁 이후 남한과 북한은 기존 38선을 기준으로 일부 지역의 영토를 잃거나, 추가로 점령하게 된다.

## 정전 협정에 따른 군사분계선
1950년 6월 25일 발발한 한국전쟁은 3년 1개월 만인 1953년 7월 27일 정전이 이루어졌다. 한국 전쟁의 정전 협정에 따라 설정된 군사분계선은 위도상 북위 38도 부근에 위치하고 있지만, 38선과 비교해 서쪽 경계가 남하하였고 동쪽 경계가 북상하였다.

### 수복지구
수복지구(收復地區)는 북위 38도 이북 중 한국전쟁의 정전협정에 따라 대한민국에 편입된 군사분계선 이남 지역을 말한다. 38선 동북쪽의 강원특별자치도 철원군·김화군 일부(1963년 철원군에 편입)·화천군·양구군·인제군·양양군·고성군, 속초시와 경기도 연천군, 포천시가 이에 해당한다. 휴전 이듬해인 1954년 수복지구의 행정권이 UN군에서 대한민국 정부로 이양되어 이들 군을 정식으로 재설치하였다.

### 신해방지구
신해방지구(新解放地區)는 북위 38도 이남 중 한국전쟁의 정전협정에 따라 조선민주주의인민공화국에 편입된 군사분계선 이북 지역을 말한다. 서해 5도를 제외한 38선 이남의 황해도 옹진군·연백군과 경기도 개성시·개풍군 및 장단군의 거의 대부분이 군사분계선 이북 지역이 되었다.

### 해상경계선
정전협정 당시 육상의 군사분계선은 합의되었으나, 해상 경계선에 관하여는 연안 수역의 범위를 둘러싸고 3해리를 주장한 유엔군 사령부와 12해리를 주장한 조선민주주의인민공화국의 입장 차이 때문에 명확한 합의 없이 "연해의 섬 및 해면에 관한 통제권은 1950년 6월 24일 이전을 기준으로 하되, 서해 5도(백령도·대청도·소청도·연평도·우도)는 UN군 사령관 관할 아래 둔다."는 단서규정만을 두었다. 이러한 모호한 합의는 오늘날까지 분쟁의 씨앗으로 남아 남북 간 해상에서 갈등과 분쟁을 초래하고 있다.

## 민간인출입통제구역
민간인출입통제구역(民間人出入統制區域, 영어: Civilian Control Zone, CCZ)은 군사분계선 인근의 군사 작전 및 군사시설 보호와 보안유지 등의 목적으로 민간인의 출입을 일부 제한하는 구역이다. 비무장지대(DMZ)의 남방한계선 남쪽 5~10km에 걸쳐 있는 민간인의 출입이 일부 제한된 지역으로, 이 지역의 경계선은 민통선(민간인 출입통제선, 영어: Civilian Control Line, CCL)이라고 부른다.
민통선은 1954년 2월 미8군이 군사시설 보안 등을 목적으로 민간인의 경작행위를 규제하기 위해 설정한 귀농선(歸農線)에서 시작되었다. 민간인출입통제구역 내에서는 군사 작전 및 보안 유지에 지장이 없는 범위에서 민간인의 영농을 위한 토지 이용이 허용되지만, 경작권을 제외한 토지소유권의 행사, 지역 내의 출입과 행동 등 국민의 자유와 기본권이 국가 안보 상의 필요에 의해 통제되고 있다.

## 사건 및 사고
2025년 4월 8일 오후 5시경, 동부전선 비무장지대에서 북한군 10여 명이 군사분계선(MDL)을 약 수십 미터 이상 남쪽으로 침범하는 사건이 발생했다. 일부 북한군은 소총 등으로 무장한 상태였다. 한국군은 북한군이 MDL에 접근할 때부터 경고방송을 반복하였으며, MDL을 실제로 넘어오자 경고사격을 했다. 이에 북한군은 즉시 북쪽으로 퇴각하였다.
이러한 북한군의 MDL 침범은 2024년 6월 이후 처음 발생한 사례로, 우리 군은 북한군의 동향을 면밀히 감시하며 필요한 조치를 취하고 있다.

## 관련 사진

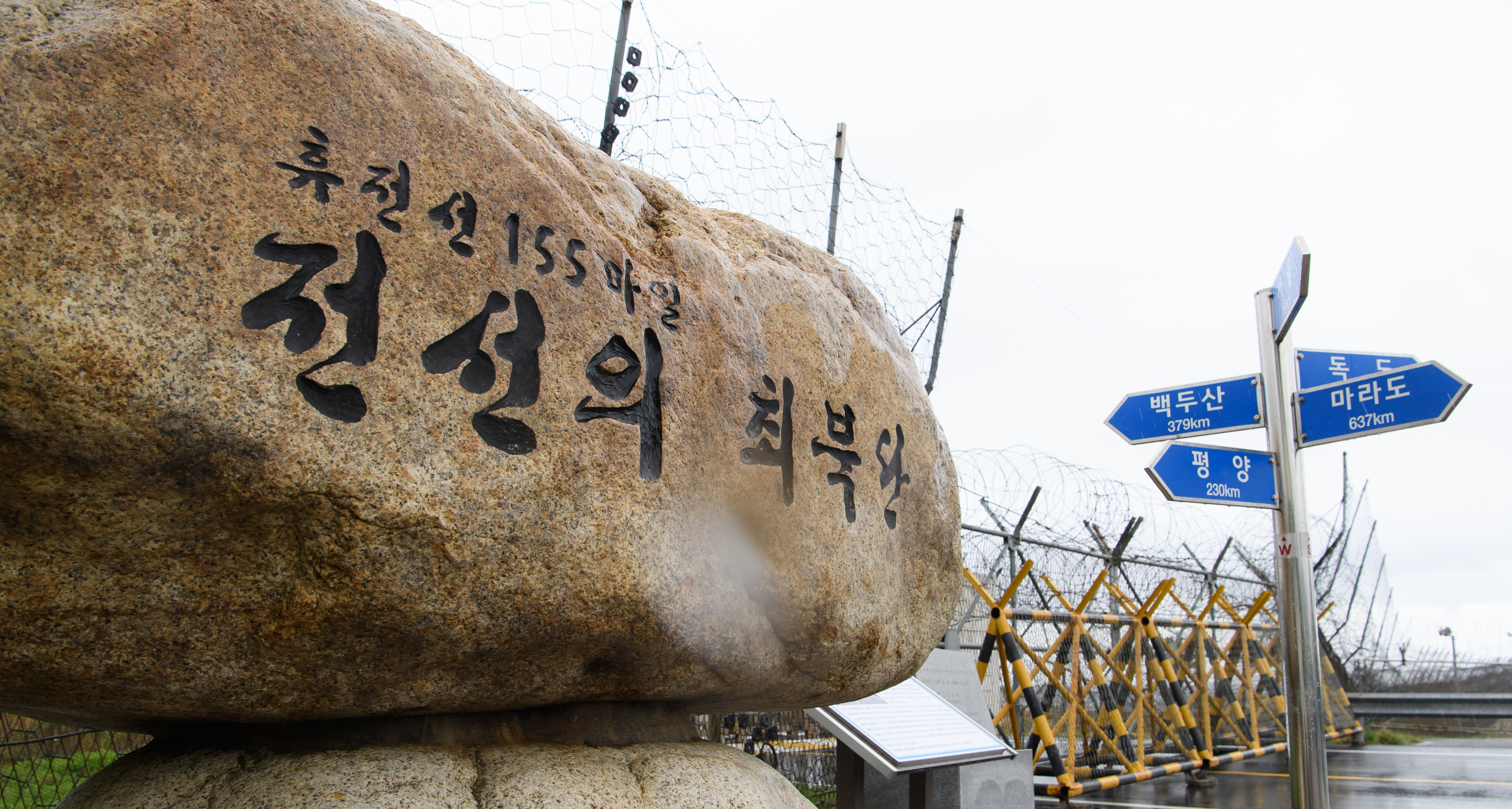
휴전선 표지석
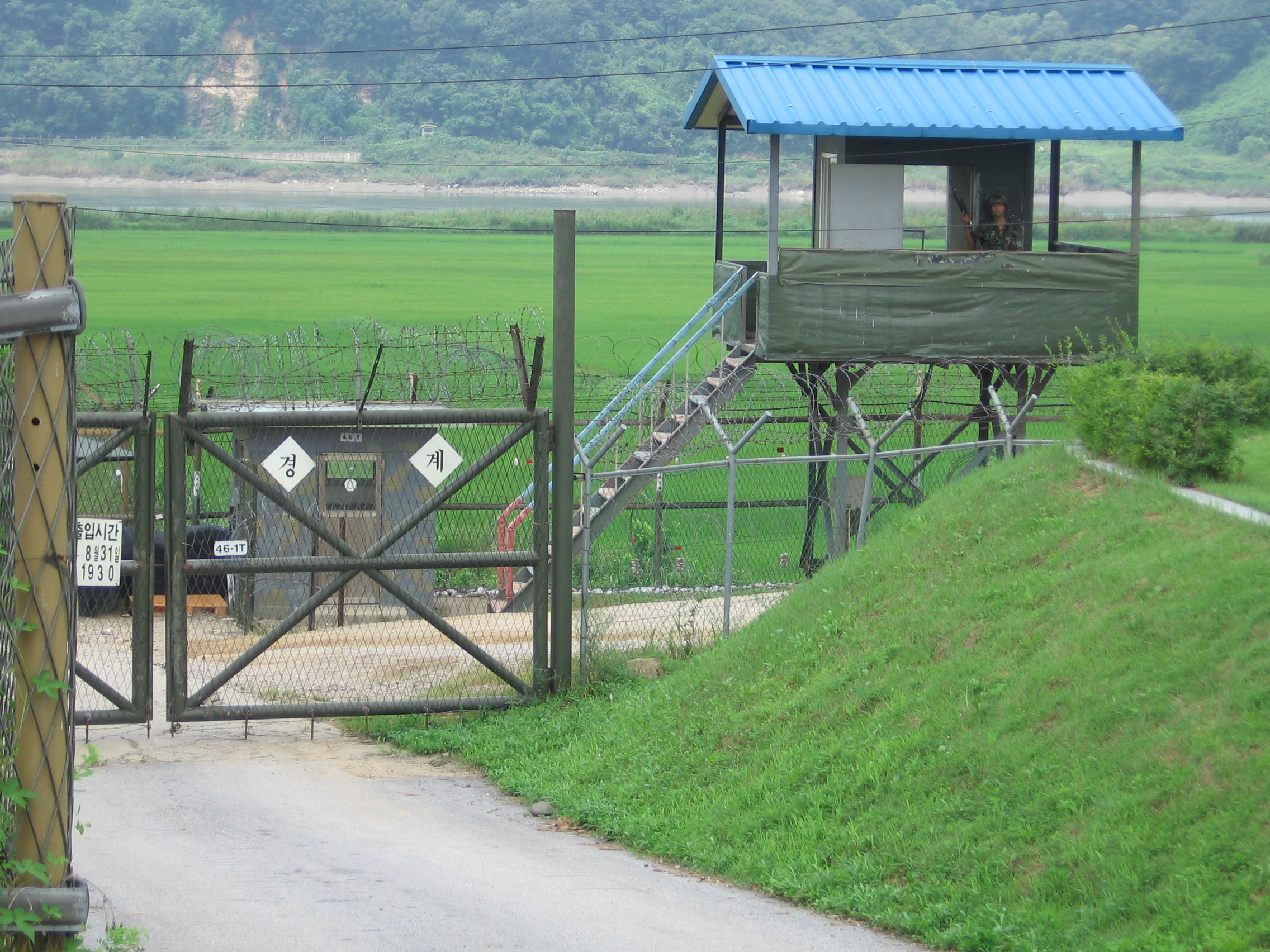
두 번째 철책 너머가 DMZ이다.
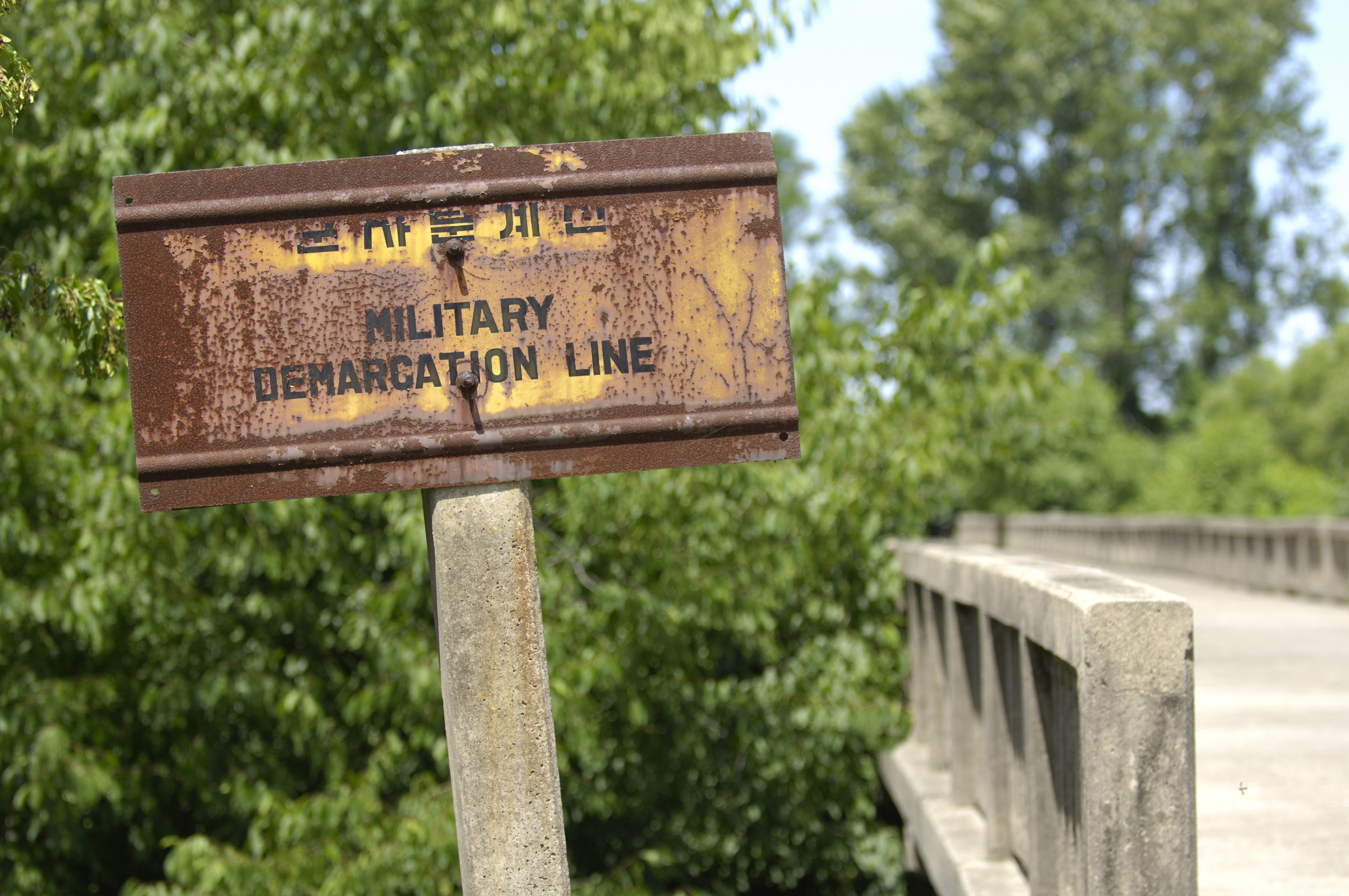
돌아오지 않는 다리
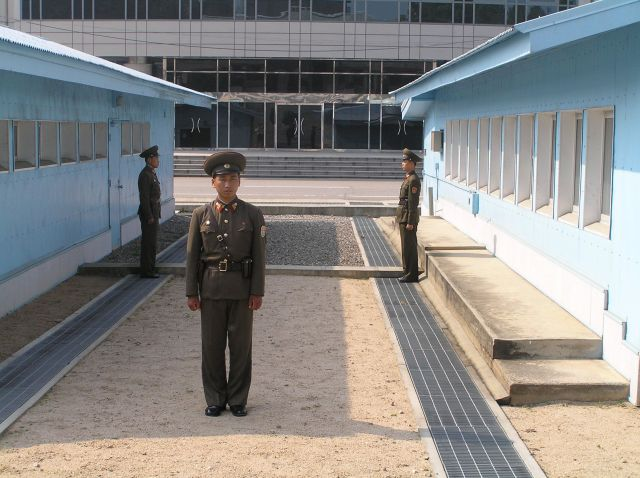
북측에서 바라본 공동경비구역.
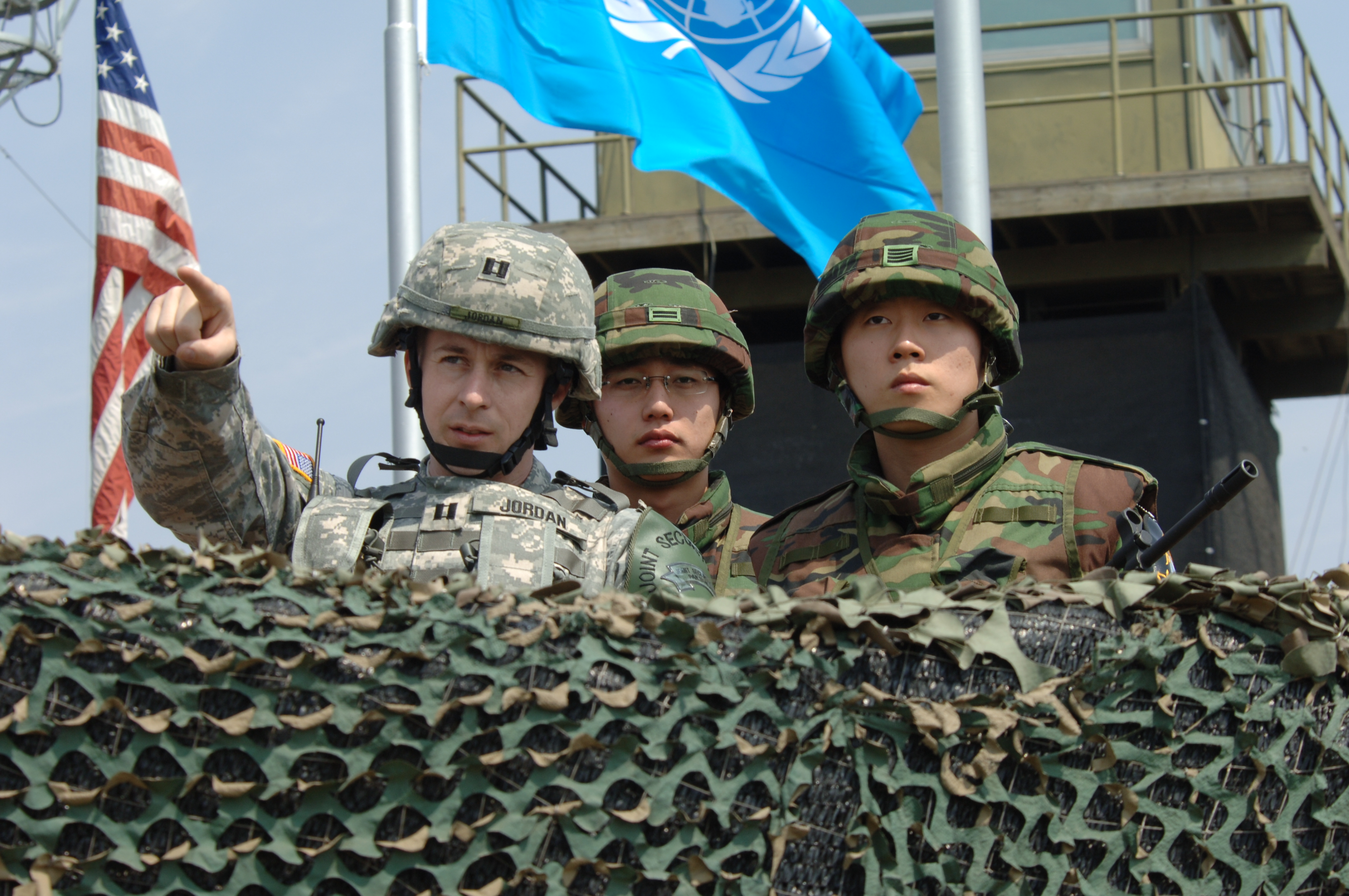
남측 관측소(OP)에서 국군과 미군이 북쪽을 감시하고 있다. (2008년)
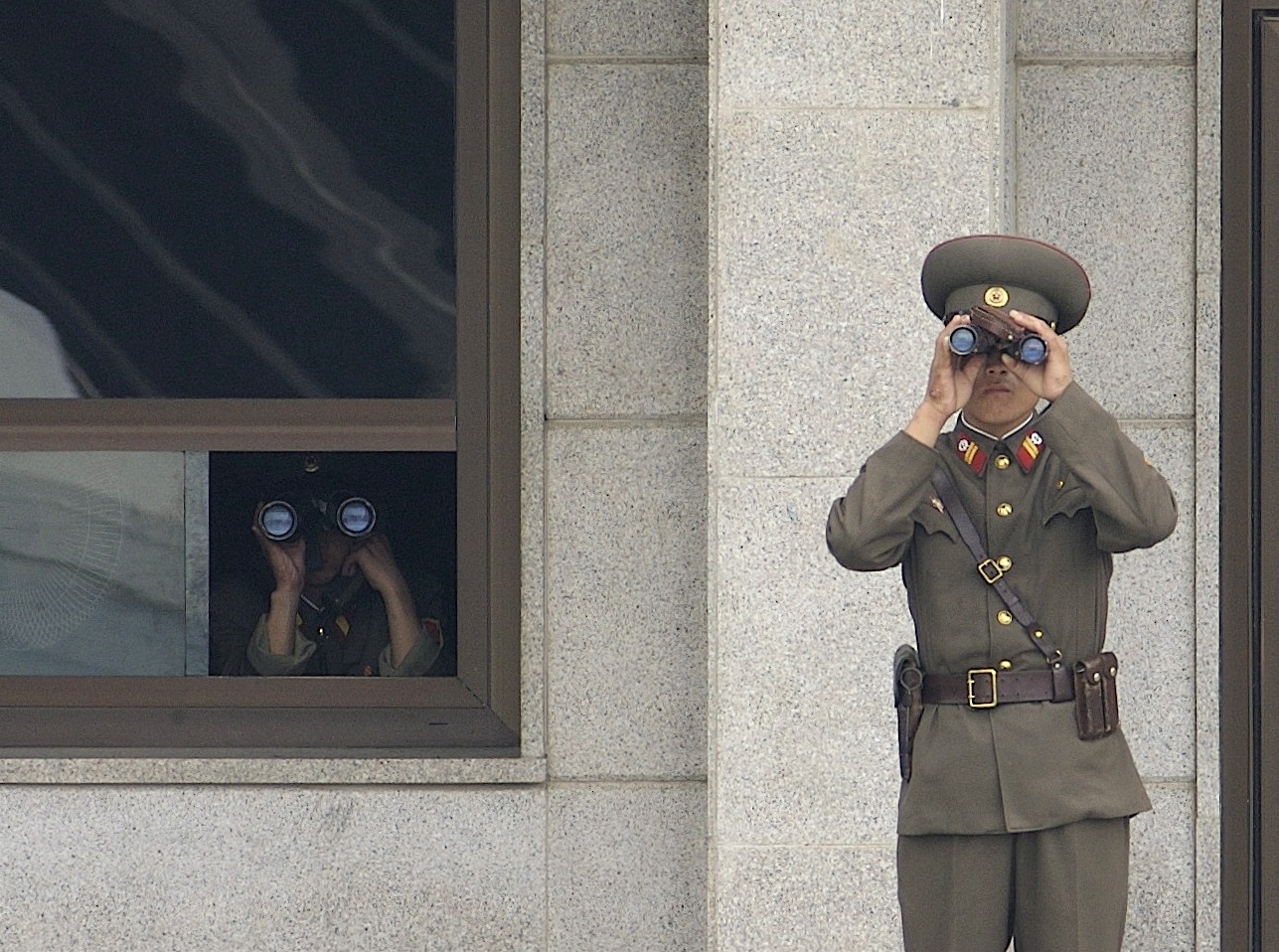
판문각에서 남쪽을 감시하고 있는 조선 인민군.
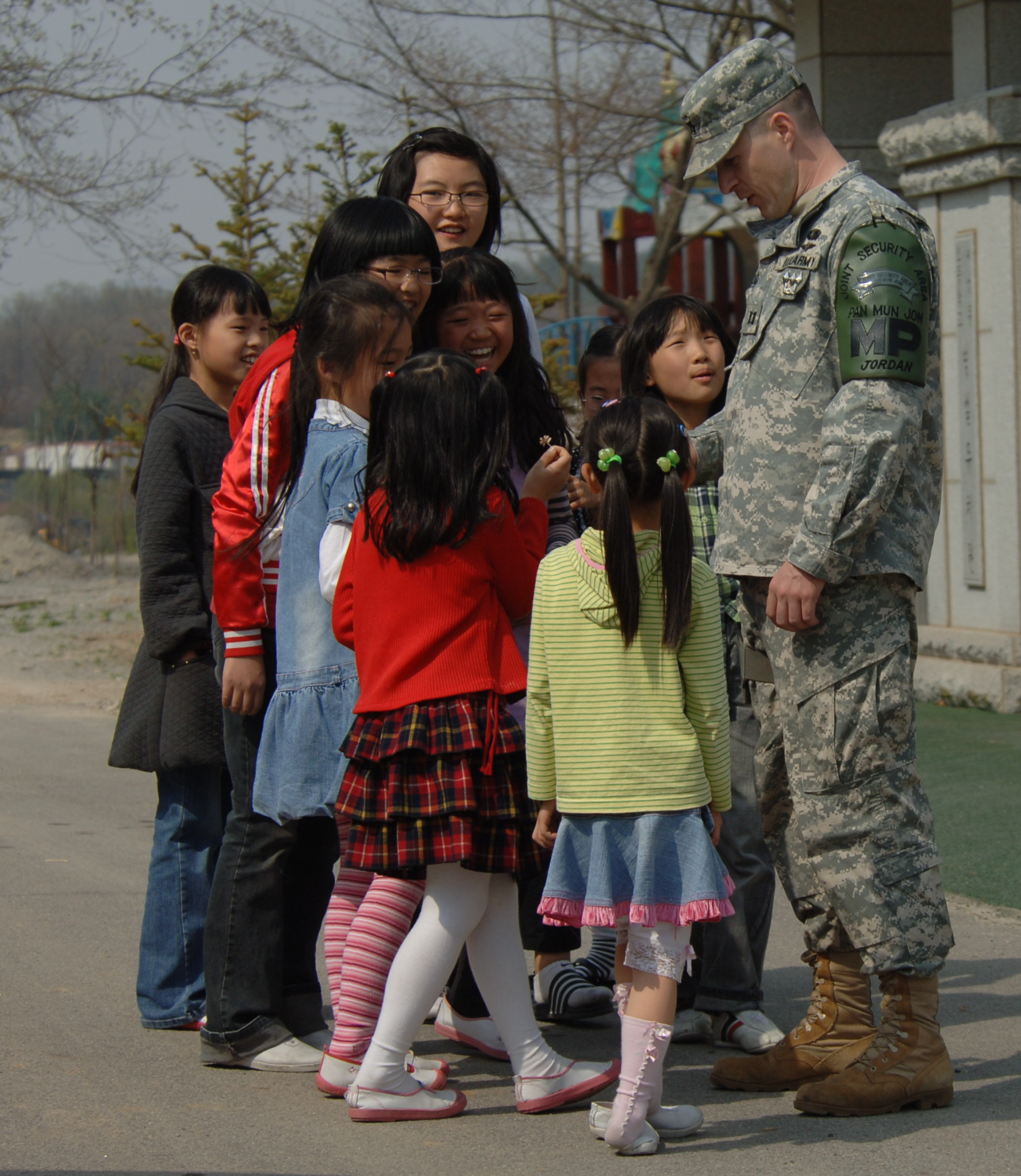
남측 대성동 초등학교 학생들을 만나고 있는 미군 장교. (2008년)
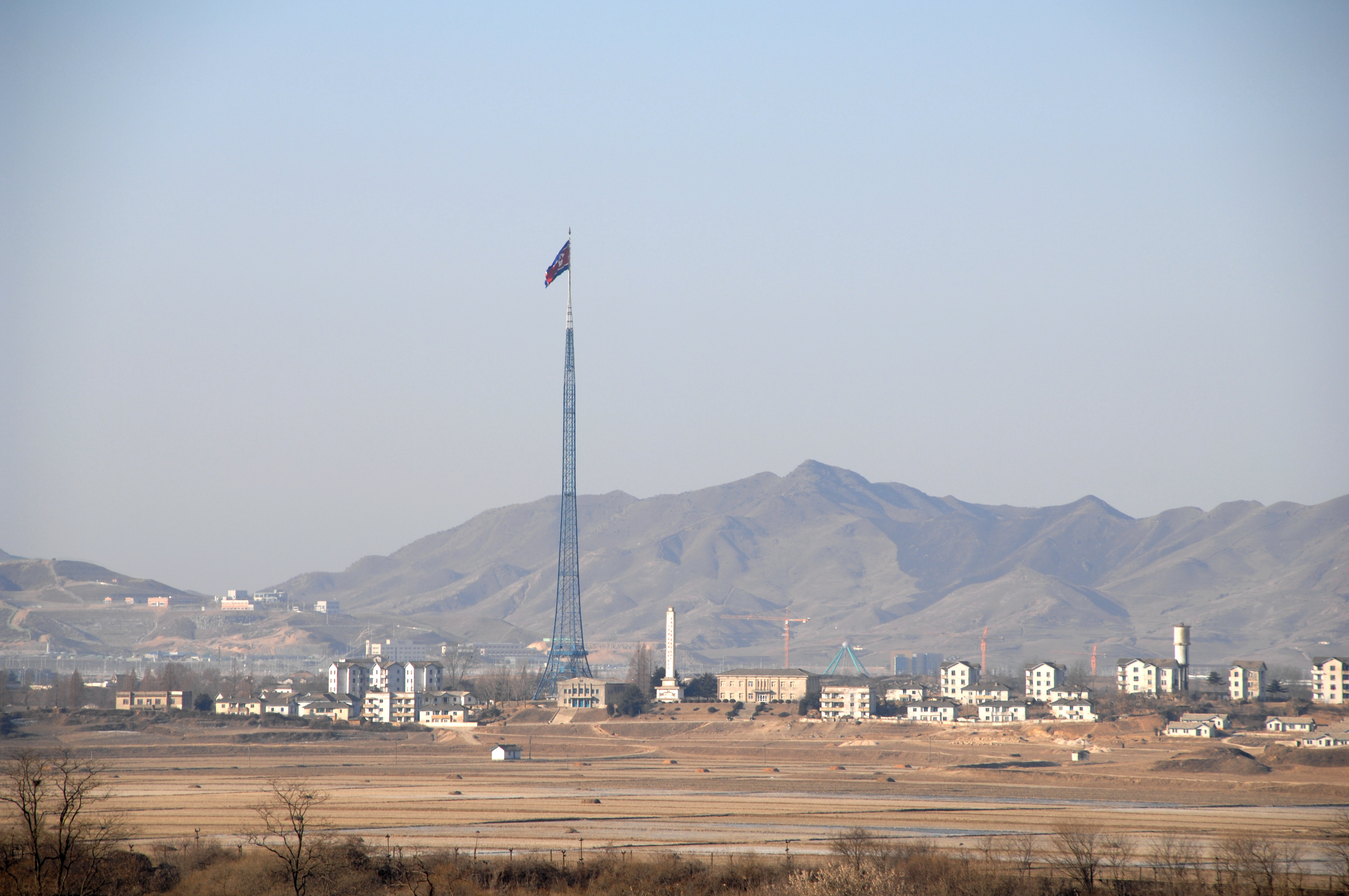
북측 기정동
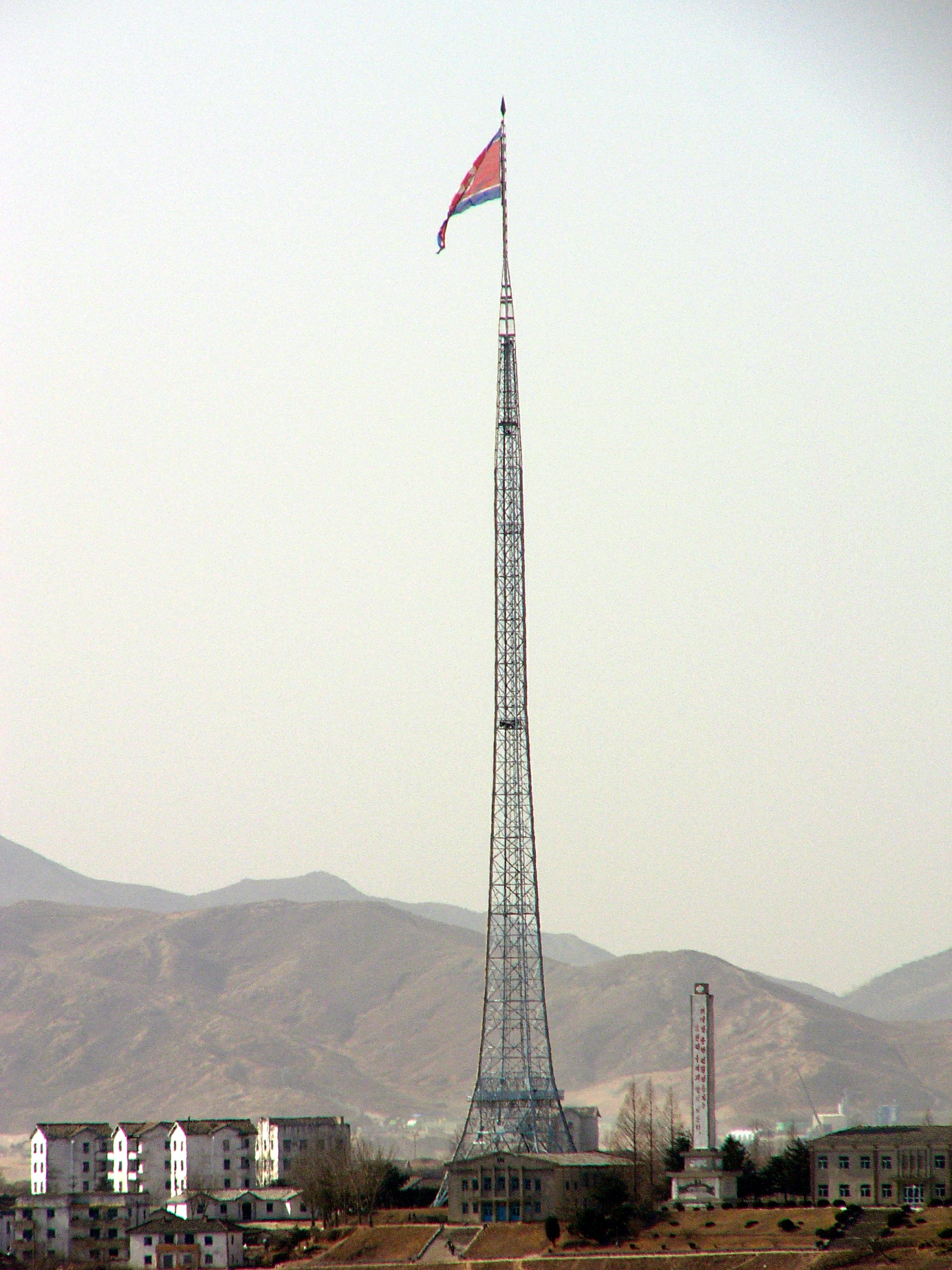
기정동에 걸려있는 북측 깃발

## 같이 보기
- 한반도 비무장 지대(DMZ)
- 민간인출입통제구역(CCZ)
- 북위 38도
- 서해 북방한계선(NLL)
- 조선 서해 해상 군사분계선: 조선민주주의인민공화국이 단독으로 주장하는 서해 해상경계선.
- 판문점